# Johann Gallus
Johann Gallus fou un compositor neerlandès o francès de la primera meitat del segle xv, anomenat també Jean le Cocq, Mestre Jan i Johannes de Ferrara.
De 1534 a 1543 fou mestre de capella de la cort de Ferrara, i compongué motets, madrigals i altres obres que aparegueren en les antologies de l'època.